# Weißstirnguan

Verbreitungsgebiet des Weißstirnguan

Der Weißstirnguan (Penelope superciliaris) ist eine Vogelart aus der Familie der Hokkohühner (Cracidae).
Der Vogel kommt im tropischen und subtropischen Wald im Osten Südamerikas südlich des Amazonas vor in Brasilien, Paraguay, äußersten Osten Boliviens und äußersten Nordosten Argentiniens. Die Art kann als Subendemit für Brasilien angesehen werden.
Der Lebensraum reicht von trockenem Gran Chaco und Cerrado bis feuchte Tieflandwälder, Waldränder, Mischwald, Galeriewald, Ufer von Flüssen und Seen, Mangrovenwald bevorzugt in niedrigen Höhenlagen, aber bis 1300 m nachgewiesen.

## Merkmale
Die Art ist 55–73 cm groß und wiegt 950–1150 g. Der Überaugenstreif ist blass bis gelbbraun, die Ohrdecken sind schwarz, der Kehllappen rot, das übrige Gefieder dunkeloliv bis bräunlich, Schultern und Flügeldecken haben rötliche, kastanienbraune bis orangefarbene Federränder. Die Art ist für ihre Größe oft erstaunlich schwierig zu entdecken, aber nicht scheu und kann auch aus der Nähe beobachtet werden, besonders, wenn sie sich auf einem niedrigen Baum aufhält.
Die Iris ist dunkelbraun, der Schnabel dunkelgrau bis hornfarben. Die Beine sind dunkel rosafarben.
Die Geschlechter unterscheiden sich nicht. Jungvögel sehen auch den Erwachsenen sehr ähnlich.

## Geografische Variation
Es werden folgende Unterarten anerkannt:
- P. s. pseudonyma (Neumann, 1933)[5], – zentrales Amazonasbecken (zwischen Rio Madeira und Rio Tapajós), unbefiederte Gesichtshaut dunkelblau, ferner nahezu unsichtbarer Überaugenstreif, insgesamt dunkler, Federränder der Armschwingen, des Bürzels und der Oberschwanzdecken dunkel kastanienbraun
- P. s. superciliaris (Temminck, 1815)[6], Nominatform, – Amazonasbecken Brasiliens westlich des Rio Tapajós
- P. s. jacupemba (Spix, 1825)[7], – zentrales und südliches Brasilien bis Ostbolivien, weniger dunkel, grauer oben, weniger dunkel rotbraune Ränder an den Flügeldecken, Schultern und inneren Armschwingen, Überaugenstreif grau bis gelbweiß oder ockerfarben
- P. s. major (Bertoni, 1901)[8], – äußerster Süden Brasilien bis Ostparaguay und Nordostargentinien, schmalere rotbraune Federränder an der auch insgesamt dunkleren Oberseite mit mehr oliv, auch etwas größer

In Gefangenschaft hat die Art hybridisiert mit dem Haubenguan (P. purpurascens), dem Weißschopfguan (P. pileata) und dem Rotkehlguan (P. cujubi).

## Stimme
Die Rufe ähnelnd denen andere Artgenossen und werden als schroff bellend beschrieben und sollen an das Starten einer Dampflok erinnern.

## Lebensweise
Die Art ist vermutlich ein Standvogel, allerdings finden Höhenbewegungen statt: die Nacht wird in höheren Gefilden verbracht, während zum Fressen bis zu 400 m abgestiegen wird.
Die Nahrung besteht aus reifen Früchten und Pflanzensamen, die auf dem Boden und in Bäumen gesucht werden.
Die Brutzeit liegt zwischen Oktober und Februar in Nordargentinien, zwischen August und Februar in Paraná, zwischen November und Februar in Rio de Janeiro.
Das Nest ist eine Plattform aus Zweigen in einem Baum und wird mit Blättern ausgelegt, oft nur wenige cm über dem Boden. Möglicherweise lebt der Vogel polygyn. Das Gelege besteht aus drei cremeweißen Eiern, die über 28 Tage bebrütet werden.

## Etymologie und Forschungsgeschichte
Die Erstbeschreibung des Weißstirnguans erfolgte 1815 durch Coenraad Jacob Temminck unter dem wissenschaftlichen Namen Penelope superciliaris. Das Typusexemplar hatte er von Johann Centurius von Hoffmannsegg erhalten und es stammte aus dem Bundesstaat Pará in Brasilien. Er erwähnte, das die indigene Bevölkerung den Vogel Jacu-peoa nennt. 1786 führte Blasius Merrem die neue Gattung Penelope ein. Dieser Begriff ist vermutlich auf Penelope zurückzuführen. Der Artname superciliaris hat seinen Ursprung in lateinisch superciliaris, supercilium ‚mit Augenbrauen, Augenbrauen‘. Jacupemba von Jacú pémba bedeutet in der Tupi-Sprache Bodengeflügel. Major leitet sich von lateinisch maior, maioris, magnus ‚größer, groß‘ ab. Pseudonyma ist ein Wortgebilde aus ψευδος pseudos, deutsch ‚falsch‘ und ονομα, ονυμα onoma, onuma, deutsch ‚Name‘. Alfred Laubmann hatte für sein Werk Die Vögel von Paraguay drei Bälge, gesammelt von Eugen Josef Robert Schuhmacher (1906–1973) in Zanja Moroti im Bergland des Río Apa und in Nueva Germania, zur Verfügung. Er arbeitete heraus, dass Carl Eduard Hellmayr und Oscar Neumann teils zu unterschiedlichen Ergebnissen kamen, was die Verbreitungsgebiete der Unterarten angeht. Insbesondere Neumann sah in Penelope superciliaris argyromitra und Penelope superciliaris ochromitra zwei weitere Unterarten, die aber heute als Synonym zu P. s. jacupemba betrachtet werden. Für Paraguay sah Laubmann nur die Unterart  P. s. major. Ein weites mögliches Synonym Penelope olivacea Bertoni, W, 1901 sah Laubmann anders als Enrique Lynch Arribálzaga als Nomen dubium. Penelope superciliares alagoensis Nardelli, 1993 und Penelope superciliares cyanosparius Nardelli, 1993 werden als Synonym zu P. s. pseudonyma betrachtet.

## Gefährdungssituation
Der Bestand gilt als „potentiell gefährdet“ (Near Threatened) durch Habitatverlust.